# Hydraena lusitana
Hydraena lusitana är en skalbaggsart som först beskrevs av Berthélemy 1977.  Hydraena lusitana ingår i släktet Hydraena och familjen vattenbrynsbaggar. Inga underarter finns listade i Catalogue of Life.